# Kia Venga
El Kia Venga y Hyundai ix20 es un monovolumen del segmento B fabricado por la empresa surcoreana de Hyundai Motor Group y vendido bajo las marcas Kia y Hyundai. Usa la misma plataforma del Hyundai i20 y el Kia Soul, y tiene como principales rivales al Citroën C3 Picasso, el Ford B-Max, el Nissan Note, el Opel Meriva y el Renault Modus. Kia no ofrecía antes un modelo semejante al Venga, en tanto que el ix20 reemplaza al Hyundai Matrix.
El Venga fue presentado en el Salón del Automóvil de Frankfurt de 2009 y el ix20 en el Salón del Automóvil de París de 2010. Las diferencias estéticas se reducen al frontal y la tapa de baúl.
Su gama de motores comprende un gasolina atmosférico de 1.4 litros y 90 CV, un gasolina atmosférico de 1.6 litros y 125 CV, un diésel turboalimentado de 1.4 litros y 75 o 90 CV, y un diésel turboalimentado de 1.6 litros y 115 o 128 CV. Los cuatro motores son de cuatro cilindros en línea.